# 愛德華·羅威

愛德華·羅威

愛德華·羅威（1920年7月10日—1995年10月4日），美國商人和企業家，因發明貓砂而聞名。一檔電視節目稱其“從無到有建立了一個龐大的產業”，並稱他為由個人“發明一種產品並將其推向市場，由此創建了一個產業，最終又以數百萬美元將其賣掉"的典型例子。”羅威一生中獲得170項產品和服務的專利、商標和版權。當他去世時，其公司市值已達到5億美元。該行業在美國的價值約29億美元。

## 背景
1920年7月10日愛德華·羅威出生於明尼蘇達州的聖保羅，是亨利·洛（Henry E. Lowe）和露露（Lulu）的孩子。後來隨家人那裡的密歇根州的卡索波利斯，他曾在當地的卡索波利斯高中學習。二戰時，他曾在美國海軍服役。他的四個孩子育有六個子女。

## 貓砂的發明
在發明貓砂之前，人們將貓養在室外，在必須將貓留在室內的情況下，一般使用爐灰、塵土或是沙子當做貓砂。羅威在第二次世界大戰中退役後，和其父親向當地的工業用戶出售黏土、鋸末和沙子。1947年1月的一天，愛德華·羅威的鄰居德雷珀（Draper）夫人向他要沙子來當做貓砂用。因為她家的沙堆被凍住了，爐灰又容易撒的家裡遍地都是。羅威沒有借她沙子，而是提供了富勒土——一種吸水能力很強礦物黏土。她發現富勒土比沙子或爐灰的吸水和除臭能力要好的多。後來的幾年愛德華·羅威與珍·古德合作嘗試著研發一種提供給大猩猩用的貓砂產品，但最終沒有成功。
貓砂的發明具有開創性，這種產品使寵物貓的生活空間大規模地從室外轉移到室內，養貓的目的也不再僅局限在控制老鼠方面。有人甚至將後來養貓家庭的比重上升歸功於貓砂的發明。
（養貓家庭數量上升）並不是由於貓改變了他們的性情，而是因為擁有一隻貓變得更加方便。——作家約納森·艾格

## 營銷
1947年，羅威決定出售這種粘土。他將其包裝成5磅（2.3千克）一袋，並稱其為Kitty Litter品牌。他建議當地的一家寵物商店以65美分（相當於如今的7.29美元）的價格出售它，但店主拒絕了，因為沙子的價格會便宜得多。羅威決定免費贈予給客戶使用，直到人們願意為之付錢為止，很快就有人根據名稱要求購買這款產品。羅威開車到美國各地兜售貓砂。他每天會在貓展親自清理數以百計的貓砂盆以便更好地展示他的產品。1954年，貓砂開始在超市上架。羅威曾在女性雜誌上刊登廣告，如《Homes and Gardens》及《House Beautiful》。以十美元的價格售賣可供使用十周的貓砂（約十磅）。20世紀60年代，羅威開始贊助貓選美大賽。1985年，其產品當年的推廣費用約為1,500萬美元。這些宣傳在市場中獲得成功。有多貓家庭甚至想購買比標準包裝更大規格的貓砂。有在外度假的貓主人在看到刊登在雜誌上的廣告後，寫信要求寄送可供使用六週的貓砂到遠在美國另一端的家中。
羅威是唯一在貓砂宣傳的過程中使用自身形象的企業主，通過廣告鞏固了人們心中其企業家、發明家和愛貓者的形象。他還利用品牌差異化的方法去幫助客戶區別其核心產品，分別設立Kitty Litter、Tidy Cat、Aristo及Sophisticat產品線，Kitty Litter為旗艦產品，Sophisticat則定位在較低價格。後來這種新穎的營銷方法得到不同行業的廣泛使用。

## 公司
1964年，他成立了愛德華·羅威工業公司（Edward Lowe Industries）並發明了名為Tidy Cat的貓砂，這種貓砂由經銷商分銷。在20世紀80年代初期，他的市場份額幾乎全被高樂氏（Clorox）公司擠佔，但到了1990年，愛德華·羅威工業公司卻成為貓砂的最大生產商。
在之後的幾年，羅威決定將公司出售給由紐約和芝加哥的風險投資者資助的管理團隊，並認為這是在他去世後延續其業務最好的方式。交易於1990年進行，公司更名為金貓有限公司（Golden Cat Corporation），羅威仍然擔任股東和董事。據《紐約時報》估計這筆交易的數額為2億美元（換算為如今的3.84億美元）。在他去世後，金貓公司被出售給拉爾斯頓·普瑞納（Ralston Purina）。

## 愛德華羅威基金會
羅威和其妻子達琳（Darlene）認可企業家精神在美國經濟中的作用。為了讓美國企業家們得到支持和相應的資源，1985年他們創立了愛德華·勞威基金會（Edward Lowe Foundation）。羅威一生中購買了11,238英畝土地，這些土地如今已成為愛德華羅威基金會的總部。羅威認為應該讓企業家們相互取長補短，因此相互學習的理念貫穿該基金會的許多活動和方案。1995年羅威去世後，其妻子成為該基金會的主席和CEO繼續發揮領導作用。

## 外部連結
- 愛德華·羅威基金會 （页面存档备份，存于）
- 愛德華·羅威基金會《一位企業家的企業家》 （页面存档备份，存于）（英文）